# Femap
| Phát hành          | Siemens PLM Software           |
| ------------------ | ------------------------------ |
| Phiên bản mới nhất | Version 11.2.2                 |
| Hệ điều hành       | Mac Os, Win7, Win 8, Win 10    |
| Thể loại           | CAD/CAM/CAE/PLM                |
| Bản quyền          | Siemens.plm                    |
| Dùng thử           | License trial                  |
| Web                | www.plm.automation.siemens.com |

Femap (Finite Element Modeling And Postprocessing) là một phần mềm phân tích kỹ thuật được Siemens PLM Software phát triển nhằm tạo ra các mô hình cho phân tích phần tử hữu hạn đối với  các sản phẩm và hệ thống kỹ thuật phức tạp, và hiển thị kết quả giải pháp. Hoạt động trên các hệ điều hành Microsoft Windows và hỗ trợ nhập thông tin CAD, Femap có thể mô hình hóa các thành phần, bộ phận lắp ráp hoặc hệ thống và xác định quỹ đạo chuyển động đáp ứng cho một môi trường hoạt động xác định.
Sử dụng khả năng mô phỏng kỹ thuật số của Femap, bạn có thể:
·        Dự đoán và cải thiện hiệu suất sản phẩm cũng như độ tin cậy của sản phẩm 
·        Giảm việc chế tạo thử sản phẩm giúp tiết kiệm chi phí.
·        Đánh giá các phương án thiết kế khác nhau và các vật liệu khác nhau 
·        Tối ưu hóa thiết kế của bạn và giảm thiểu nhu cầu sử dụng vật liệu
·        CAD-Independent – phần mềm chạy độc lập 
Femap là một phần mềm độc lập và có thể mở được hầu hết các file CAD như CATIA, ProEngineer, NX, Solid Edge, SolidWorks và AutoCAD... Sau khi nhập dữ liệu 3D bạn có thể thiết lập quá trình phân tích, sử dụng công cụ định vị hình học để xác định và đối tượng có khả năng lỗi. Sau đó bạn có thể xử lý bằng các công cụ chuyên dụng của phân mềm, Femap cũng cung cấp rất nhiều tính năng tạo và sửa đổi hình học, cho bạn thực hiện các thay đổi mô hình cần thiết nhằm chuẩn bị mô hình phần tử hữu hạn.
·        Mô hình phần tử hữu hạn
Toàn bộ mô hình phần tử hữu hạn với dữ liệu nền được Femap trình bày đầy đủ, cho phép bạn xem, tạo hoặc sửa đổi trực tiếp các đối tượng.  Các công cụ tạo nhóm, lớp và trình bày trực quan của Femap giúp bạn quản lý màn hình hiển thị trong quá trình tạo và thiết lập mô hình.
Femap có các tính năng chuyên chuyên dụng cho các tác vụ mô hình hóa, bao gồm:
·        Trích mặt phẳng giữa  của các cấu trúc vách mỏng nhằm hỗ trợ tạo các mô hình vỏ hiệu quả và chính xác hơn
·        Tạo mô hình cho kết cấu hàn, kết nối các thành phần khối được hàn rời rạc lại thành một mô hình.
·        Meshing – Tạo lưới phần tử hữu hạn 
Các tính năng tạo lưới mesh cho khối và mặt 3D của Femap được tinh chỉnh để tạo ra các lưới chất lượng cao, cung cấp các thành phần được định dạng tốt nhằm đảm bảo kết quả chính xác. Femap cho bạn quyền kiểm soát toàn bộ quá trình tạo lưới tham số hóa, bao gồm cỡ lưới, tạo lưới đối với các thành phần nhỏ, các chỉ số gia tăng, chặn cạnh ngắn,… Với các hình học phức tạp, việc thay đổi lưới mesh thường được yêu cầu trong các khu vực cần đạt độ chính xác cao hơn.
Đối với tình huống này Meshing Toolbox của Femap cho phép bạn tương tác thay đổi các tham số kích cỡ lưới trên dữ liệu hình học nền, và quan sát lưới được cập nhật  tự động. Bạn cũng có thể xem các phản hồi về chất lượng thành phần trực tiếp trong khi sửa đổi lưới, để đảm bảo tạo ra một mô hình phần tử hữu hạn có chất lượng cao.
·        Thiết kế  bộ phận lắp ráp 
Femap với NX Nastran hỗ trợ bạn thiết kế  bộ phận lắp ráp, bao gồm tự động phát hiện tiếp xúc và xác định các thành phần ban đầu trong tiếp xúc. Các vùng tiếp xúc có thể được thiết lập là đơn giản trong tiếp xúc (có hoặc không có ma sát) hoặc dán lại với nhau. Các tính toán tiếp xúc được thực hiện bởi NX Nastran là mang tính vòng lặp và cập nhật trong tiến trình giải pháp, để bao gồm trong kết quả cuối cùng cả các biến dạng trình bày điều kiện tiếp xúc thật sự.
Chương trình cũng hỗ trợ các kỹ thuật thiết kế thành phần lắp ráp khác bao gồm hàn chấm, các thành phần fastener, và bắt vít khớp với (tùy chọn) trước tải.
·        Thiết kế với vật liệu composite 
Xu hướng sử dụng vật liệu composite trong thiết kế đã tăng đáng kể trong những năm gần đây, và Femap có thể giúp bạn tạo mô hình và hậu xử lý kết quả trên kết cấu composite. Với một trình soạn thảo laminate và trình xem laminate của Femap, bạn có thể cập nhật tương tác các thuộc tính laminate khi bạn tạo và sửa các lớp gấp plies trong laminate.
Bạn cũng có thể hậu xử lý kết quả composite laminate sử dụng tính năng global composite ply trong Femap, tính năng này cho phép bạn xem kết quả trên plies liên tục thông qua mô hình cấu trúc.
·        Kết Luận
Femap rất phong phú về tính năng trình bày trực quan, giúp bạn xem và diễn giải kết quả nhằm nhanh chóng hiểu được hành vi của mô hình. Bạn sẽ tìm thấy mọi thứ bạn cần để xem và diễn giải các dữ liệu đầu ra, bao gồm:
• Hình ảnh động về biến dạng
• Mặt phẳng cắt động và mặt tiêu chuẩn
• Mặt cắt đầu ra đầy đủ
• Biểu đồ phân bố lưc và điểm ô lưới
• Hình ảnh động về khoảng thời gian và miền tần số
Quyền truy cập đầy đủ vào dữ liệu kết quả được cung cấp qua cửa sổ Data Table. Bạn có thể sử dụng nó để thu thập, sắp xếp và kiểm soát số lượng cũng như dạng dữ liệu được hiển thị, nhằm biên soạn báo cáo phân tích.